# Décembre 1955

## Évènements
- Publication en Belgique du plan Van Bilsen pour le Congo belge, qui prévoit la formation en trente ans d’une élite congolaise capable de participer à la gestion des affaires publiques[1].
- Indonésie : premières élections qui donnent un DPR (assemblée nationale) où aucun parti n’a la majorité et où un seul, le Masyumi musulman, a une audience significative en dehors de Java. Elles renforcent la position des partisans d'un État neutre sur le plan religieux. Le progressisme de Soekarno qui souhaite intégrer le Parti communiste indonésien dans le gouvernement heurte les partis musulmans et l’armée;
- L’Afghanistan, mécontent à propos d’un pacte d’assistance militaire conclu entre les États-Unis et le Pakistan, se rapproche de l’Union soviétique. Le Premier ministre soviétique Nikolaï Boulganine, en visite en Afghanistan, se dit favorable à la création d’un État du Pachtounistan[2].
- Congrès du Parti communiste roumain. Gheorghiu-Dej est réélu au poste de premier secrétaire mais abandonne la charge de chef de gouvernement. Nicolae Ceaușescu entre au Politburo.
  - Le Congrès du Parti communiste roumain salue la réalisation du Ier Plan quinquennal qui a porté la production à trois fois son niveau de 1938 mais avec un certain retard des biens de consommation et adopte le IIe plan quinquennal (1956-1960) qui maintient l’effort sur les industries de base mais privilégie parmi elles la pétrochimie et fixe des objectifs moins ambitieux que le premier plan.

- 1er décembre : dans un autobus, à Montgomery, en Alabama, la couturière Rosa Parks refuse de céder son siège à un Blanc.

- 2 décembre, France : Edgar Faure dissout l'Assemblée nationale en application de l'article 51 de la Constitution (deux gouvernements renversés à la majorité absolue en moins de 18 mois).

- 5 décembre : début d'un boycott des bus de Montgomery (Alabama) contre la ségrégation, à la suite de l'affaire Rosa Parks, sous la direction du pasteur Martin Luther King. Le boycott durera 381 jours et sera suivi par 95 % des Noirs de Montgomery.

- 6 décembre : la neutralité de l’Autriche est reconnue par les États-Unis, l’URSS, la France et la Grande-Bretagne.

- 8 décembre : 
  - formation du Front républicain  par Guy Mollet, Pierre Mendès France, François Mitterrand et Jacques Chaban-Delmas.
  - Premier vol de l'Auster B.8 Agricola.

- 10 décembre : 
  - Un raid israélien contre des villages syriens fait 56 morts et 30 disparus.
  - Affirmation de la doctrine Hallstein : la RFA rompra les relations diplomatiques avec tout pays qui reconnaîtra la RDA.

- 14 décembre : 
  - Entrée à l'ONU de 16 nouveaux membres, dont l'Espagne (résolution 109 du Conseil de sécurité). L'entrée du Japon et de la Mongolie est refusée.
  - À la suite de l'entrée du Portugal à l'ONU, l'Angola devient une province portugaise d’outre-mer[3].
  - La République populaire roumaine est admise à l’ONU.

- 15 décembre : le Conseil atlantique décide de doter les forces de l'Alliance d'armes atomiques et approuve l'élaboration d'un système de radars NADGE.

- 19 décembre : à la suite de l'accord entre le Royaume-Uni et l'Égypte du 19 octobre 1954, le Parlement de Khartoum proclame à l'unanimité l'indépendance du Soudan.

- 20 décembre : la cité de Cardiff est déclarée la capitale du pays de Galles.

- 31 décembre : General Motors devient la première société américaine à déclarer des revenus dépassant un milliard de dollars pour une seule année.

## Naissances
- 1er décembre : Verónica Forqué, actrice espagnole († 13 décembre 2021).
- 3 décembre : Steven Culp, acteur américain (série : Desperate Housewives).
- 4 décembre : Maurizio Bianchi, musicien italien.
- 18 décembre : Patrick Le Moing, musicien France.
- 13 décembre : Pat Martin, homme politique canadien de la circonscription fédérale de Winnipeg-Centre.
- 20 décembre : David Breashears, réalisateur cinématographique et alpiniste américain († 14 mars 2024).
- 21 décembre : Pierre Debey
- 22 décembre : Milan Bandić, personnalité politique yougoslave puis croate († 28 février 2021).
- 24 décembre : Clarence Gilyard, acteur américain († 28 novembre 2022).
- 27 décembre : Daniel Mercure, musicien canadien.
- 31 décembre : Jarosław Guzy, homme politique polonais.

## Décès
- 13 décembre: Léon Werth, romancier, essayiste, critique d'art et journaliste (*17 février 1878)
- 17 décembre : Giovanni Battista Cossetti, compositeur et organiste italien. (° 21 novembre 1863)